# Zurab Arziani
Zurab Arziani (grúzul ზურაბ არზიანი ; Batumi, 1987. október 19. –) grúz labdarúgó.

## Sikerei, díjai
- FK Anzsi Mahacskala:
  - Orosz labdarúgó-bajnokság (másodosztály) bajnok: 2009
- SZK Dinamo Tbiliszi:
  - Grúz labdarúgó-bajnokság (első osztály) második helyezett: 2010-11
- SZK Dila Gori:
  - Grúz labdarúgókupa: 2011-12